# غوندا کارخانه
غوندا کارخانه (به انگلیسی: Ghunda Karkana) یک شهرک در پاکستان است که در شهرستان چهارسده واقع شده‌است.